# Adrià Delgado
Adrià Delgado Baches (Barcelona, 1990. április 7. –) spanyol származású brazil válogatott vízilabdázó, a Lactiv-Vasas játékosa.

## Nemzetközi eredményei
- Világliga bronzérem (Bergamo, 2015)
- Világbajnoki 10. hely (Kazany, 2015)
- Pánamerikai játékok ezüstérem (Toronto, 2015)
- Világliga 7. hely (Huizhou, 2016)
- Olimpiai 8. hely (Rio de Janeiro, 2016)